# Фантастични животни и къде да ги намерим (филм)
„Фантастични животни и къде да ги намерим“ (на английски: Fantastic Beasts and Where to Find Them) е фентъзи филм от 2016 г., режисиран от Дейвид Йейтс, със сценарий от Дж. К. Роулинг. Това е първа част от поредицата Фантастични животни и деветият филм от франчайза Магьоснически свят. Лентата е предистория и разклонение на филмовата поредица Хари Потър, вдъхновена от едноименния „учебник“ от 2001 г., по който учат учениците от „Хогуортс“ в измисления свят. Филмът включва следния актьорски състав: Еди Редмейн, Катрин Уотърстън, Дан Фоглър, Алисън Судол, Езра Милър, Саманта Мортън, Джон Войт, Кармен Еджого и Колин Фарел.
Премиерата на Фантастични животни и къде да ги намерим е на 10 ноември 2016 г. в Ню Йорк, а световната премиера се състоя на 18 ноември 2016 г. във форматите 2D, 3D, IMAX 3D и 4DX. Филмът получава положителни отзиви от критиците и постига търговски успех, след като събира 814 милиона долара в световен мащаб, което го прави осмия филм с най-високи приходи за 2016 г.
Филмът е номиниран за пет награди БАФТА, включително за най-добър английски филм и най-добър дизайн на продукция. Номиниран е и за две награди на Академията и печели наградата за най-добри костюми, като става първият филм на Wizarding World, спечелил награда Оскар. Първото продължение е Фантастични животни: Престъпленията на Гринделвалд от 2018 г. Снимките на третия филм от поредицата започват през пролетта на 2020 г., като премиерата му е планирана за ноември 2021 г. На 16 март 2020 г., денят, в който трябваше да започнат снимките, пандемията от COVID-19 подитква Warner Bros да отложи продукцията.

## Сюжет
През 1926 г. английският магьосник и магизоолог Нютън Артимус Фидо Лърч Скамандър, известен като Нют Скамандър, пристига в Ню Йорк на път за Аризона. Той се натъква на Мери Лу Барбон (немагическа жена, мъгъл), която оглавява филантропското сдружение Новите салемци. Докато Нют я слуша как говори за вещици и магьосници, която ги описва като истински и опасни, Душко (създание, което търси лъскави и скъпи вещи) се измъква от вълшебния куфар на Нют, в който се намират различни магически създания. Нют се опитва да залови Душкото и среща мъгъла, работещ в консервната фабрика, Джекъб Ковалски, чиято мечта е да отвори своя пекарна, с когото случайно си разменят куфарчетата. Порпрентина „Тина“ Голдстийн, понижен аврор (високо обучен магьосник, служител на правоприлагането) на Магьосническия конгрес на САЩ (МАКУСА), арестува Скамандър и го отвежда в централата на конгреса, тъй като е обвинен в неспазването на законите. Когато Джейкъб се прибира в апартамента си, отваря куфара, мислейки, че е неговият, и от него бягат няколко магически създания, разрушавайки дома му.
След като Тина и Нют откриват Джейкъб и куфара със зверове, Тина ги отвежда в апартамента си и ги прадставя на сестра си Куини, която е легилиманс (човек, който може да чете мисли). Между Джейкъб и Куини се появява привличане, макар че на американските магьосници е забранено да имат всякакъв контакт с мъгълите. Нют кани Джекъб в своя куфар, като му показва различни магически животни, а също и обскурус – паразит, който се развива в магически надарени деца, ако те потискат магическите си способности. Нют разказва на Джекъб, че е извлякъл обскуруса от 10-годишно момиче, което е умряло (тези, които страдат от обскурус, рядко доживяват след десетата си година). Нют убеждава Джейкъб да му помогне да открие избягалите същества. След като улавят две от трите избягали същества, Тина отнася куфара в МАКУСА. Аврорите ги арестуват, вярвайки, че един от зверовете на Нют е отговорен за убийството на сенатор Хенри Шоу-младши, въпреки че наистина виновен за смъртта е обскурус. Директорът на отдела „Магическа сигурност“ Персивал Грейвс обвинява Нют в конспирация с тъмния магьосник Гелърт Гринделвалд, решава да унищожи куфарчето и да заличи спомените за магията на Джейкъб. Нют и Тина са осъдени на смърт, но са спасени от Куини и Джейкъб. Куини напуска сградата на МАКУСА, носейки куфарчето на Нют, в което се крият Нют, Тина и Джейкъб. Следвайки съвета на информатора на Тина, стария гоблин Гнарлак, четиримата герои хващат и последното изчезнало същество.
Междувременно, Грейвс се сближава с Кридън, осиновения син на Мери Лу, и му обещава, че ще го освободи от тираничната му майка. В замяна на това обаче Грейвс иска Кридънс да открие обскуруса, причинил серия разрушения и инциденти в Ню Йорк. Кридънс открива магическа пръчка под леглото на сестра си Модести. Мери Лу прадполага, че пръчката е на Кридънс. Когато предстои наказание за Кридънс, неговият обскурус убива Мери Лу и най-голямата ѝ дъщеря Частити. Грейвс пристига и след като Кридънс го води към Модести, за която се предполага, че се е вселил обскурусът, Грейвс отхвърля Кридънс като немощен (магьосник, изгубил силите си) и отказва да го научи на магия, престъпвайки обещанието, което му е дал. Кридънс разкрива, че той е истинският домакин, в който живее обскурусът, населявал го по-дълго от всеки друг поради интензивността на своята магия. И, в пристъп на ярост, Кридънс се преобразява за пореден път и атакува града.
Нют открива, че Кридънс се крие в тунел на метрото, но е нападнат от Грейвс. Тина, която познава Кридънс (тя е загубила работата си заради него, опитвайки се да го защити от жестоката му осиновителка Мери Лу), пристига и се опитва да го успокои, а Грейвс, от своя страна, иска да бъде изслушан от Кридънс. Когато Кридънс започва да връща човешкия си облик, аврорите ва МАКУСА и президента на конгреса Пикъри пристигат и атакуват, като разрушават обскуруса, за да защитят магьосническия свят от мъгълите. Тогава Грейвс разкрива плана си – той иска да разкрие магьосническия свят, който непрекъснато е принуден да живее тайно, криейки се от мъгълите. Той гневно твърди, че МАКУСА защитава мъгълите, а не магьосниците. Докато президентът заповядва на аврорите да арестуват Грейвс, той атакува и ги побеждава. Нют успява да го покори с един от зверовете си и използва магия, за да разкрие Грейвс, който всъщност е Гелерт Гринделвалд в маскировка. След като е победен, Гриндевалд, разкрит вече, е арестуван.
МАКУСА се опасява, че светът на магьосниците е разкрит, но Нют пуска едно свое създание, което разпръсква отвара като дъжд над града, като по този начин се заличават спомените за магията на мъгълите. Докато вали вълшебният дъжд, магьосниците от МАКУСА ремонтират по магически начин разрушения град. Куини целува Джейкъб за довиждане, докато дъждът заличава спомените му.
Нют се връща в Англия. Джейкъб отваря пекарната, за която мечтае, а някои от печивата му приличат на фантастичните животни, които е срещнал. Куини влиза в пекарната и се усмихва на Джейкъб и като че ли той започва да си връща спомените за магията.

## Актьори
- Еди Редмейн – Нют Скамандър, интровертен английски магьосник, магизоолог и служител на Министерството на магията. Скамандър е бъдещият автор на учебника Фантастични животни и къде да ги намерим, по който ще учат учениците в училището за магия и вълшебство Хогуортс.
- Катрин Уотърстън – Порпентина „Тина“ Голдстийн, магьосница и бивш аврор, наета от МАКУСА. Тя копнее да се бори за правдата и истината, но е понижена до позиция, доста под нивото на уменията ѝ.
- Дан Фоглър – Джейкъб Ковалски, мъгъл, работник в консервна фабрика, чиято мечта е да отвори собствена пекарна. Случайно е изложен на магия при срещата си с Нют.
- Алисън Судол – Куини Голдстийн, по-малката сестра и съквартирантка на Тина, притежава способността да чете мисли.
- Езра Милър – Кридънс Барбон, осиновеният син на Мери Лу, домакин на обскурус.
- Саманта Мортън – Мери Лу Барбон, тесногръда мъгълка и зловеща водачка на филантропското общество Новите салемци, известно и като Вторите салемци, група, чиито цели включват разкриването и убиването на магьосници и вещици.
- Джон Войт – Хенри Шоу, собственик на вестник и баща на американския сенатор Хенри Шоу-младши и Лангдън Шоу.
- Кармен Еджого – Серафина Пикъри, президент на МАКУСА. Като такава тя е американският еквивалент на министъра на магията във Великобритания.
- Колин Фарел – Пърсивал Грейвс, високопоставен аврор и директор на отдел „Магическа сигурност“ в МАКУСА, отговорен за защитата на магьосниците.
- Рон Пърлман – Гнарлак (глас), стар гоблин гангстер, който притежава нощния клуб за магьосници „Сляпото прасе“.
- Фейт Ууд-Благров – Модести Барбон, призрачно младо момиче, което е най-малкото от осиновените деца на Мери Лу.
- Ронън Рафтери – Лангдън Шоу, по-малкият син на Хенри Шоу, който започва да вярва в магията.
- Джош Коудери – Хенри Шоу-младши, по-големият син на Хенри Шоу, арогантен и жесток мъж, сенатор на САЩ.
- Кевин Гутри – Абернати, началник на Тина и Куини в МАКУСА.
- Джен Мъри – Частити Барбон, по-голямата осиновена дъщеря на Мери Лу
- Джема Чан – Мадам Я Жу, член на МАКУСА.
- Джони Деп – Гелърт Гринделвалд, силен и скандален тъмен магьосник, който вярва в превъзходството на магьосниците над мъгълите и се стреми да основе нов орден на магьосниците, изповядващ неговите възгледи.
- Зоуи Кравиц – Лита Лестранж, бивша любов на Нют, която предава доверието му.

## Продукция

### Музика
На 9 април 2016 г. е обявено, че Джеймс Нютън Хауърд ще напише и композира партитурата. На 24 октомври 2016 г. сайтът Pottermore публикува официален първи поглед към основната тема на филма, композирана от Хауърд. Основната тема включва темите на Джон Уилямс от по-ранни филми, като Hedwig's Theme. Саундтракът е издаден от WaterTower Music на 18 ноември 2016 г., съвпадайки с пускането на филма в световен мащаб.

### Заснемане
Снимките на филма започват на 17 август 2015 г. в Warner Bros. Studios, Leavesden, графство Хартфордшър. Сцени са заснети и в Лондон. На 20 октомври 2015 г. започват снимки на лентата в залата Сейнт Джордж в Ливърпул, където екипът покрива мястото с фалшив сняг и поставя класически автомобили, за да наподоби картината на Ню Йорк през 1920 г. Заснемането на филма приключва на 28 януари 2016 г.

## Премиера
Премиерата на „Фантастични животни“ е на 18 ноември 2016 г. на 3D и IMAX 4K формат.

## В България
Премиерата по кината на филма се състои на 18 ноември 2016 г. в 3D формат, със субтитри на български език. Премиерата на DVD, Blu-ray и Blu-ray 3D формат за домашна употреба е на 20 март 2017 г.

## Продължение
През октомври 2014 г. студиото съобщава, че филмът ще е част от трилогия. Втората част е насрочена за 16 ноември 2018 г., а трета за 20 ноември 2020 г. Въпреки това, през октомври 2016 г. Роулинг потвърди, че поредицата ще се състои от 5 филма.